# Sant Sadurní de Pesillà de la Ribera

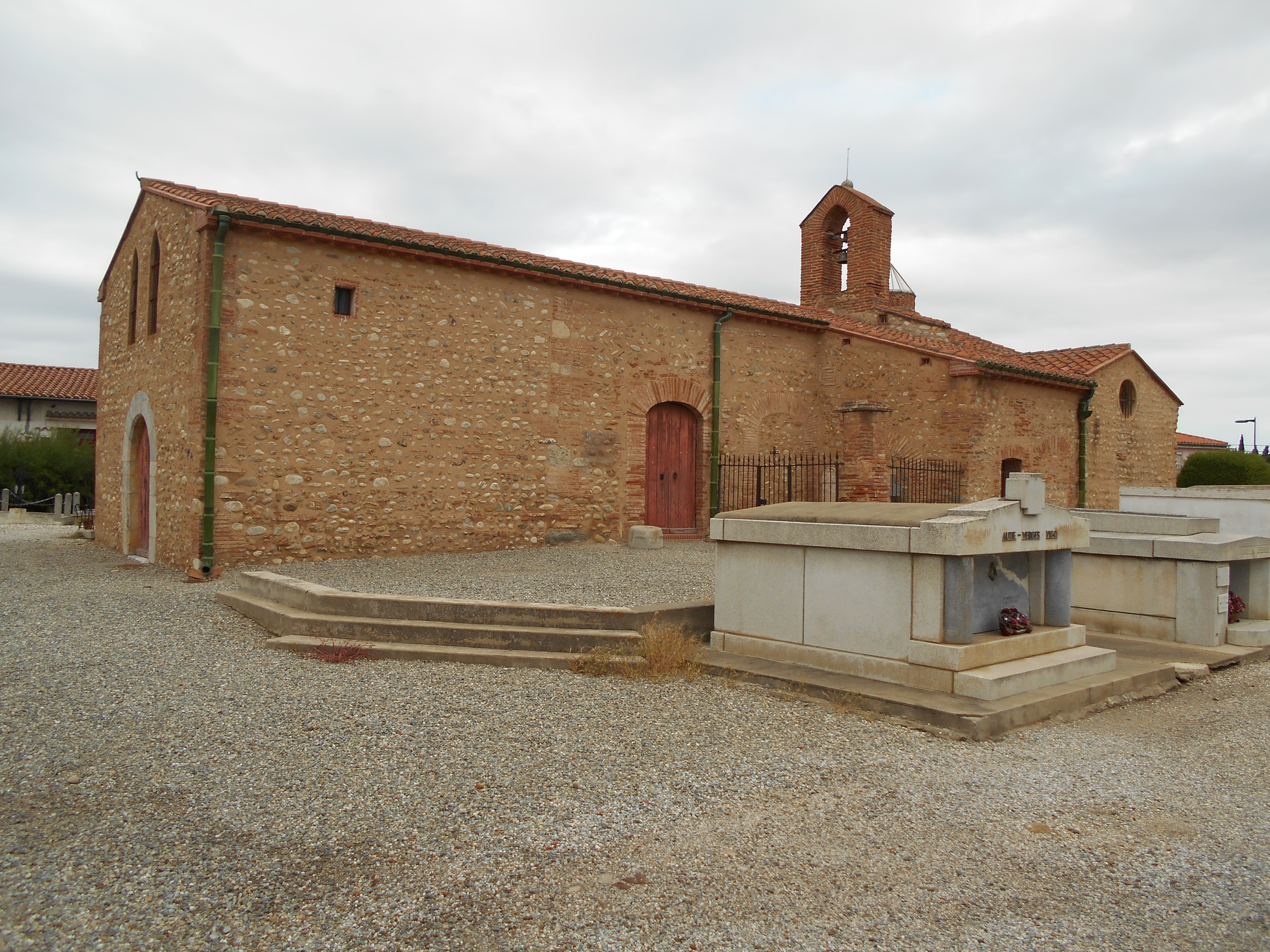
Façana meridional

Sant Sadurní de Pesillà és una antiga església parroquial, ara en el cementiri, del poble de Pesillà de la Ribera, a la comarca del Rosselló (Catalunya del Nord).
Està situada en el cementiri del poble vell de Pesillà de la Ribera, a l'extrem sud-est del nucli urbà.

## Història
L'església de Sant Sadurní de Pesillà de la Ribera és coneguda des de darreries del segle ix. Està vinculada, des d'aquella època, a l'església de Sant Feliu de Pesillà de la Ribera i al monestir de la Grassa. Les dues esglésies foren donades per Anna, neta del comte Berà I, que era muller d'Esteve, al comte Radulf i a la seva muller Ridlinda: Pesillà, amb les seves esglésies. El maig del 898 aquests darrers donaren a la Grassa la villa de Pesillà amb les esglésies que hi són fundades en honor de sant Feliu i de sant Sadurní. Ara bé, una carta de confirmació de béns atorgada a la Grassa per Carles el Simple el 29 de maig del 899 no esmenta Pesillà i les dues esglésies, com si el monestir no estigués segur de la donació i no les hi hagués volgut registrar. El mateix 899 tornen a aparèixer entre els béns d'Esteve i Anna. No és fins al 915 quan, mort Radulf, Ridlinda, la seva vídua, i el seu fill Oliba renoven la donació a la Grassa. Després d'aquesta segona donació sí que es feu efectiu el traspàs de senyoriu, i el monestir de la Grassa en tingué la propietat fins a la fi de l'Antic Règim. En una butlla del papa Gelasi II del 1119 concedida a la Grassa, s'esmenta específicament l'església de Sant Sadurní.
Un document del 1402 atorga el lloguer de la rectoria de Pesillà a Ramon Boer, clergue, amb la condició´que celebri missa a Sant Feliu de Pesillà amb dos preveres i un clergue i faci el mateix a Sant Sadurní. El 1542, finalment, en el testament d'Arnau Miquel es determina que ha de ser enterrat in cimiterio seu capelle beati Saturnini prope dictum locum de Pediliano.

## L'edifici

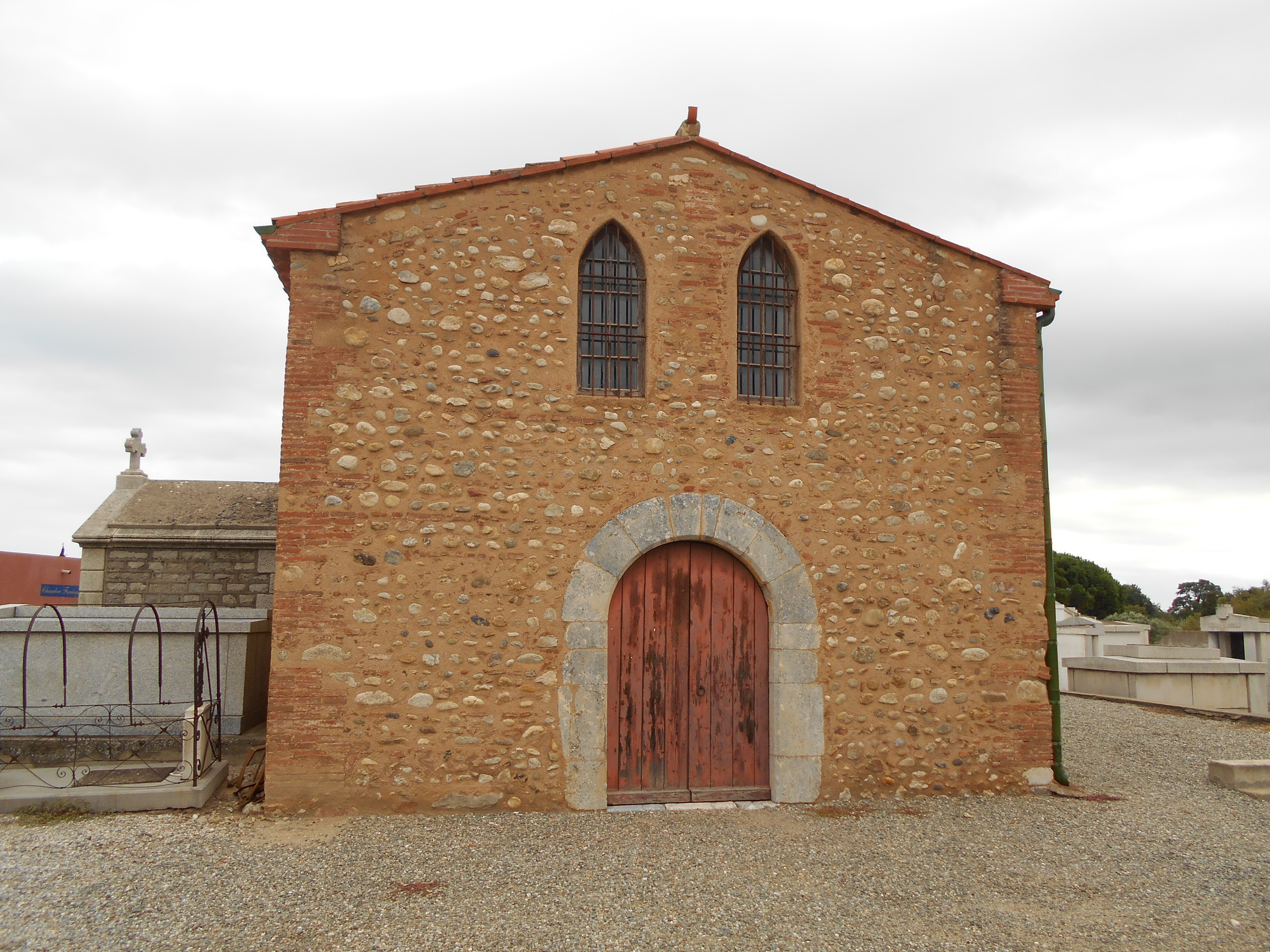
Frontis occidental de l'església

És una església romànica d'una sola nau, amb absis semicircular a llevant, precedit per un arc presbiterial. Al segle xiv s'hi obriren dues capelles laterals, disposades com si fos el transsepte, i possiblement es reformà la coberta de la nau, feta amb un embigat de fusta damunt d'arcs de diafragma. Roman amagat damunt d'un cel ras. A l'altura del fals transsepte hi ha un campanar d'espadanya tardà. Les parets del temple estan totes arrebossades, però els trossos on ha saltat l'arrebossat permeten de veure una obra rústega, però feta de filades regulars de còdols.

## Objectes existents a Sant Feliu de Pesillà de la Ribera
A la capella baptismal de l'església parroquial del poble es troben uns quants objectes procedents de l'església de Sant Sadurní: un antic altar romà i una placa de cancell carolingi, a més d'un fragment de columna romana.